# Ludwig Erdmann
Ludwig Erdmann, född 1820 i Böddeken vid Büren, död före 1891, var en tysk målare.
Erdmann studerade i Düsseldorf och utställde under en följd av år en mängd vanligen humoristiska genrebilder. 